# Abell 2029
Abell 2029 es un gran grupo de galaxias que se encuentran a mil millones de años luz en la constelación Virgo, cerca de su límite con Serpens. La galaxia central (IC 1101) es quizás la galaxia más grande conocida, se estima que tiene entre 5,6 y 6 millones de años luz de ancho; téngase en cuenta que la Vía Láctea tiene 100.000 años luz de ancho. Está a 1.070 millones de años luz, es aproximadamente 80 veces más grande que la Vía Láctea, con una producción de luz 2 billones de veces mayor que la de nuestro sol. Fue anunciada en julio de 1990 por Juan M. Uson, Stephen P. Boughn y Jeffrey R. Kuhn. Este tipo de galaxia es llamada el cúmulo más brillante de galaxias y puede haber crecido hasta su gran tamaño adicionando a las galaxias cercanas.